# UDO (langage de balisage)
UDO est un langage de balisage léger. L'acronyme signifie Universal Document Output. Un peu comme le plus récent reStructuredText, il est bien adapté à l'écriture de documentation.
Un logiciel libre correspondant, appelé udo, est utilisé pour convertir un document source vers d'autres formats tels que Apple-QuickView, ASCII, HTML, Texinfo, LinuxDoc-SGML, man page, Pure-C-Help, Rich Text Format, ST-Guide, LaTeX, Turbo Vision Help ou Windows Help. UDO est publié sous les termes de la Licence publique générale GNU.